# Back-face culling
Nel campo della computer grafica, il back-face culling è una tecnica che determina se uno dei poligoni dai quali è composto un oggetto solido è visibile dall'angolo di visuale dell'inquadratura scelta.
Se la normale al poligono in questione punta verso una direzione che si allontana dalla telecamera significa che quel determinato poligono non è visibile da quell'inquadratura, e non necessita di essere raffigurato. Questo processo rende il rendering delle immagini più veloce ed efficiente, in quanto elimina tutte le parti non visibili che non devono essere elaborate dal programma.
Ad esempio, in una scena di una strada di città non vi è alcun bisogno di rappresentare le facciate dei palazzi che non sono rivolte verso la telecamera, in quanto esse sono completamente coperte da quelle anteriori.
Una tecnica simile è il clipping, che determina se un particolare poligono è o meno all'interno del campo visivo della telecamera.
È importante far notare che la tecnica del back-face culling viene utilizzata solo con poligoni ad una sola facciata: gli oggetti costituiti da poligoni a doppia facciata devono essere renderizzati da entrambi i lati.
Considerando quindi come vettore la direzione che unisce l'osservatore al vertice comune ai due spigoli, il prodotto scalare tra questo ed il prodotto vettoriale tra i due lati è positivo se la faccia è visibile o negativo se la faccia è nascosta. Con soli due prodotti (uno scalare ed uno vettoriale) è possibile determinare quali siano le facce non visibili di un solido.